# Hans Ruchti
Johann „Hans“ Ruchti (* 10. September 1903 in Mannheim; † 10. Februar 1988 in Würzburg) war ein deutscher Betriebswirt, der dem Lohmann-Ruchti-Effekt seinen Namen gab.

## Leben
In einer Gastwirtsfamilie aufgewachsen, absolvierte er nach dem Abitur 1922 eine Banklehre und nahm danach ein Praktikum in einem Zeitungsverlag an, bis er 1927 mit dem Studium der Betriebswirtschaftslehre an der damaligen Handelshochschule Mannheim begann. 1931 beendete er sein Studium in Mannheim mit dem Diplom und studierte danach in Heidelberg, wo er 1935 mit der Dissertation „Das Konnossement als Kreditunterlage“ promovierte. In der Zeit des Nationalsozialismus wurde Ruchti Mitglied der SA und trat zum 1. Mai 1937 der NSDAP bei (Mitgliedsnummer 5.255.817). Zusammen mit seinem Doktorvater Heinrich Sommerfeld wechselte er 1939 zur Universität Breslau, wo er sich 1941 mit der Arbeit „Die Bedeutung der Abschreibung für den Betrieb“ habilitierte. 1941 ernannte ihn die Universität Breslau zum Dozenten für Betriebswirtschaftslehre. Im Jahre 1944 zog ihn die Wehrmacht ein, 1945 kehrte er aus amerikanischer Kriegsgefangenschaft zurück. 1948 erhielt er einen Lehrauftrag an der TH Karlsruhe und wurde dort 1950 Dozent, ab 1951 außerordentlicher Professor. Eine ordentliche Professur für Betriebswirtschaftslehre erhielt er im November 1953 an der Universität Würzburg, wo er 1971 emeritiert wurde.

## Lohmann-Ruchti-Effekt
Das bekannteste Werk ist der nach ihm und Martin Lohmann benannte Lohmann-Ruchti-Effekt über die Wirkung der verbrauchsbedingten Abschreibungen als Reinvestitionsquelle für das Sachanlagevermögen. Ruchti zitierte im Jahre 1942 in seiner Habilitationsschrift Nico Jacob Polaks Überlegungen zur Kapazitätserweiterung in Reedereien. Erst als Ruchti 1953 diesen Vorgang erneut beschrieb, ging das Theorem als Lohmann-Ruchti-Effekt in die Fachliteratur ein. Sein „Ruchti-Effekt“ hat ihn in der Betriebswirtschaftslehre bekannter gemacht, als sein Förderer Sommerfeld es mit seiner endynamischen Bilanzlehre (als Gegenstück zu Eugen Schmalenbachs „dynamischer Bilanz“) je wurde.